# Pat Cox
Pat Cox (født 28. november 1952 i Dublin) er en irsk journalist og politiker, der 2002-2004 var formand for Europa-Parlamentet. Siden 2005 har han været formand for Europabevægelsen. 
Cox har studeret erhvervsøkonomi ved Trinity College. Han underviste fra 1974 til 1982 ved University of Limerick, men blev i 1982 vært for RTÉ-programmet Today Tonight. Her var han til 1986, hvor han valgte at forfølge en politisk karriere, i første omgang som generalsekretær for Progressive Democrats (PD). 
I 1989 blev han valgt til Europa-Parlamentet for PD, og blev i 1992 tillige valgt til Dáil Éireann. Han forlod partiet i 1994 som følge af en disput om hans kandidatur til Europa-Parlamentet, hvor han endte med at stille op som uafhængig kandidat. Cox blev valgt i modsætning til Progressive Democrats' kandidat. Han trak derefter fra Dáil Éireann. Han blev i 1998 leder af ELDR-gruppen i parlamentet, men trådte i 2002 tilbage, da han blev valgt som formand for parlamentet som følge af en aftale mellem det konservative-kristendemokratiske Europæisk Folkeparti og ELDR.
Pat Cox modtog i 2004 Karlsprisen for sin indsats i forbindelse med Østudvidelsen.

## Æresbevisninger
Pat Cox er siden den 16. oktober 2004 Kommandør af Storkorset af Trestjerneordenen.